# Unbeschränkter Borel-Funktionalkalkül
Der unbeschränkte Borel-Funktionalkalkül ist ein Instrument in der mathematischen Theorie der dicht-definierten selbstadjungierten Operatoren. Er erlaubt eine „Einsetzung“ solcher Operatoren in Borelfunktionen, was unter anderem in der Quantenmechanik Anwendung findet, da die selbstadjungierten Operatoren die quantenmechanischen Observablen sind.  Dieser Funktionalkalkül ist mathematisch sehr aufwändig, da der Umgang mit dicht-definierten Operatoren zusätzliche Techniken erfordert.

## Ausgangssituation
Es sei {\displaystyle T} ein dicht definierter, selbstadjungierter Operator mit Definitionsbereich {\displaystyle D_{T}} in einem separablen Hilbertraum {\displaystyle H} (dicht-definiert bedeutet, dass {\displaystyle D_{T}\subset H} dicht liegt).
Das Spektrum {\displaystyle \sigma (T)} eines solchen Operators ist die Menge aller {\displaystyle \lambda \in \mathbb {C} }, so dass der Operator {\displaystyle T-\lambda \,{\mathrm {id} }_{H}:\,D_{T}\rightarrow H} nicht bijektiv ist.
Man kann zeigen, dass das Spektrum eines selbstadjungierten Operators reell ist. Wie im Falle der beschränkten selbstadjungierten Operatoren gibt es ein Spektralmaß {\displaystyle \textstyle (E_{\lambda })_{\lambda \in \mathbb {R} }}, so dass {\displaystyle \textstyle T=\int _{\mathbb {R} }\lambda {\mathrm {d} }E_{\lambda }} gilt.
Ist {\displaystyle f:\mathbb {R} \rightarrow \mathbb {C} } eine beschränkte Borelfunktion, so kann man
{\displaystyle f(T):=\int _{\mathbb {R} }f(\lambda ){\mathrm {d} }E_{\lambda }\in L(H)}
bilden, denn {\displaystyle \textstyle (x,y)\mapsto \int _{\mathbb {R} }f(\lambda ){\mathrm {d} }\langle E_{\lambda }x,y\rangle } definiert wegen der Beschränktheit von {\displaystyle f} eine stetige Sesquilinearform auf {\displaystyle H}.

## Unbeschränkte Borelfunktionen
Sei nun {\displaystyle f:\mathbb {R} \rightarrow \mathbb {C} } eine Borelfunktion, die auch unbeschränkt sein darf. Die Bildung von {\displaystyle f(T)} wird wie folgt auf den Fall beschränkter Borelfunktionen zurückgeführt. Es sei
{\displaystyle f_{n}(\lambda )={\begin{cases}f(\lambda ),&{\mbox{wenn }}|f(\lambda )|\leq n\\0,&{\mbox{sonst}}\end{cases}}}.
Dann wird der dicht-definierte Operator {\displaystyle f(T)} durch den Definitionsbereich {\displaystyle D_{f(T)}:=\{x\in H;\,\lim _{n\to \infty }f_{n}(T)x\,{\mbox{ existiert}}\}} und durch die Formel {\displaystyle f(T)x:=\lim _{n\to \infty }f_{n}(T)x} für  {\displaystyle x\in D_{f(T)}} definiert.
Für den so definierten Operator {\displaystyle f(T)} lässt sich Folgendes zeigen:
- {\displaystyle D_{f(T)}=\{x\in H;\,\int _{\mathbb {R} }|f(\lambda )|^{2}{\mathrm {d} }\langle E_{\lambda }x,x\rangle <\infty \}}
- {\displaystyle \langle f(T)x,y\rangle =\int _{\mathbb {R} }f(\lambda ){\mathrm {d} }\langle E_{\lambda }x,y\rangle } für alle {\displaystyle x,y\in D_{f(T)}}
- {\displaystyle \|f(T)x\|^{2}=\int _{\mathbb {R} }|f(\lambda )|^{2}{\mathrm {d} }\langle E_{\lambda }x,x\rangle } für alle {\displaystyle x\in D_{f(T)}}
- {\displaystyle f(T)^{*}={\overline {f}}(T)}

## Der Funktionalkalkül
Während man beim beschränkten Borel-Funktionalkalkül für normale Operatoren einen *-Homomorphismus von der Algebra der beschränkten Borelfunktionen nach {\displaystyle L(H)} erhält, kann man im hier betrachteten Fall der unbeschränkten Borelfunktionen und dicht-definierten selbstadjungierten Operatoren nicht mehr ohne weiteres von einem Homomorphismus sprechen, da die dicht-definierten Operatoren keine Algebra bilden; das Links-Distributivgesetz gilt nicht.
Ist nämlich {\displaystyle A} ein dicht-definierter Operator, {\displaystyle B} der identische Operator auf {\displaystyle H} und {\displaystyle C=-B}, so ist {\displaystyle A(B+C)\,=\,0} und {\displaystyle AB+AC=0|_{D_{A}}}.
Um diesem Umstand gerecht zu werden, muss man entweder nach jeder algebraischen Operation den entstandenen Operator abschließen, dies ist im unten angegebenen Lehrbuch von  Kadison und Ringrose mit zusätzlichen Techniken aus der Theorie der Von-Neumann-Algebren ausgeführt, oder, wie im unten  angegebenen Lehrbuch von Dunford und Schwartz, die Definitionsbereiche der Operatoren berücksichtigen.
In der hier gegebenen Darstellung wird der zweite Weg beschritten.
Die dabei auftretenden Inklusionen beziehen sich auf die Graphen der Operatoren, das heißt man schreibt {\displaystyle T\supset S}, wenn {\displaystyle T} eine Erweiterung von {\displaystyle S} ist.
Es sei {\displaystyle T} ein dicht-definierter selbstadjungierter Operator auf {\displaystyle H} mit Spektralmaß {\displaystyle (E_{\lambda })_{\lambda \in \mathbb {R} }}.
Dann gelten für {\displaystyle \alpha \in \mathbb {C} }, Borelfunktionen {\displaystyle f,g:\mathbb {R} \rightarrow \mathbb {C} } und Borelmengen {\displaystyle B\subset \mathbb {R} } folgende Regeln:
- {\displaystyle (\alpha f)(T)\,=\,\alpha f(T)}
- {\displaystyle (f+g)(T)\supset f(T)+g(T)}
- {\displaystyle D_{f(T)g(T)}\,=\,D_{(fg)(T)}\cap D_{g(T)}} und {\displaystyle (fg)(T)\supset f(T)g(T)}
- {\displaystyle f(T)E(B)\supset E(B)f(T)}

Für das Spektrum lässt sich folgende Formel beweisen:
- {\displaystyle \sigma (f(T))\,=\,\bigcap \{{\overline {f(B)}};\,B\subset \sigma (T){\mbox{ Borelmenge mit }}E(B)={\mathrm {id} }_{H}\}}.

Die Formel {\displaystyle {\mathrm {id} }_{\mathbb {R} }(T)=T} ist nach der hier vorgestellten Konstruktion nicht selbstverständlich, kann aber relativ leicht gezeigt werden.
Allgemeiner hat der Ausdruck {\displaystyle p(T)} für ein Polynom {\displaystyle p(\lambda )=\alpha _{n}\lambda ^{n}+\ldots +\alpha _{1}\lambda +\alpha _{0}} zwei mögliche Interpretationen: einmal als {\displaystyle p(T)} im Sinne des oben vorgestellten Kalküls und einmal als {\displaystyle \alpha _{n}T^{n}+\ldots +\alpha _{1}T+\alpha _{0}{\mathrm {i} d}_{H}} im Sinne des Einsetzens in ein Polynom. Beide Interpretationen stimmen überein, das heißt
- {\displaystyle p(T)=\alpha _{n}T^{n}+\ldots +\alpha _{1}T+\alpha _{0}\mathrm {id} _{H}} für alle Polynome {\displaystyle p(\lambda )=\alpha _{n}\lambda ^{n}+\ldots +\alpha _{1}\lambda +\alpha _{0}}.